# Дискуване
Дискуването е механична обработка на почвата, чрез която се постига нейното добро разрохкване, без да се извършва обръщане на обработваемия пласт. Дискуването се извършва най-често на дълбочина 8–10 cm, но при леки и влажни почви дълбочината на обработката може да достигне 20 cm.

## Предимства на дискуването
- Тази обработка може да се прилага в широки граници на овлажняване на почвата;
- Обработката на почвата чрез дискуване е евтина и за кратко време се обработват големи площи;
- За разлика от култивирането, дискуване може да се извършва след прибиране на културите като първа обработка;
- Чрез дискуването се получава добро инкорпориране на повърхностно разхвърлените минерални торове.

## Кога се прилага дискуване
- за подготовка на почвата за сеитба на есенници;
- за „подмятане“ на заплевелени стърнища преди оран;
- за есенно поддържане на оранта;
- за подготовка на почвата за сеитба на втори култури.

## Дискови оръдия
- Използват се 3 разновидности на тези прикачни или навесни машини в зависимост от формата на работния диск – дискови плугове, дискови лющилници и дискови брани, които се различават по формата на дисковете и ъгълът на разполагането им спрямо оста на машината (спрямо посоката на движение).
- Работните органи на тези машини са свободно въртящи се дискове, а броят на редовете с дискове и работната ширина на машините са различни, в зависимост от конструктивните решения и мощността на трактора, с който се извършва обработката.

## Галерия
- Прикачна навесна зъбна брана – изложение в Нови Сад
- Навесна дискова брана с назъбени дискове за специализирани обработки